# 紐卡斯爾教區
參數所指定的目標頁面不存在，建議更正成存在頁面或直接建立下列一個頁面（建立前請先搜尋是否有合適的存在頁面可以取代）：
- 聖公會紐卡斯爾教區 (澳大利亞)

聖公會紐卡斯爾教區（英語：Diocese of Newcastle）是英格蘭教會約克教省下面的一個教區。成立於1882年5月23日。
轄區包括諾森伯蘭郡、泰恩河畔紐卡素、特韋德河畔伯立克等地，座堂是紐卡斯爾座堂，現任主教為馬丁·沃頓。下分一個副主教區、兩個會吏長區及會吏區若干，管理177個堂區。